# حائرات (مسلسل)
حائرات مسلسل سوري اجتماعي من إخراج سمير حسين. يدورحول مجموعة من النساء من أعمار وأوضاع إجتماعية متنوعة، وكيفية تأثير مشاكل مثل العنوسة والطلاق والهجران الزوجي والرغبة في الإنجاب والعنف الجنسي في حياتهن. 

## أبطال المسلسل
- رشيد عساف بدور أحمد
- مصطفى الخاني بدور راغب
- ميلاد يوسف بدور جهاد

- نادين خوري
- جيانا عيد
- ميسون أبو أسعد
- مروة أحمد
- لينا دياب
- سوزان سكاف
- أريج خضور
- جيانا عنيد
- أسعد فضة
- جهاد سعد
- تيسير إدريس
- فايز قزق
- عبد الرحمن أبوالقاسم
- يحيى بيازي
- عاصم حواط
- مجد فضة
- باسل حيدر
- نور رافع
- مرح جبر
- ناهد الحلبي
- مرح جبر
- فاديا خطاب
- أحمد رافع
- هلا يماني